# Romeinse cijfers
Romeinse cijfers vormen een talstelsel voor het weergeven van natuurlijke getallen dat afkomstig is uit het oude Rome. Het stelsel is geen positiestelsel, maar een additief stelsel waarin de waarde van het voorgestelde getal bepaald wordt door het totaal van de samenstellende symbolen. De Romeinen maakten geen gebruik van het getal 0 en er is dan ook geen Romeins cijfer voor de nul.
Het systeem is sinds de 14e eeuw grotendeels verdrongen door een positiestelsel met gebruik van Arabische cijfers, maar in sommige toepassingen zijn Romeinse cijfers nog steeds in gebruik. Het bouwjaar op veel gebouwen wordt met Romeinse cijfers weergegeven.

## Geschiedenis

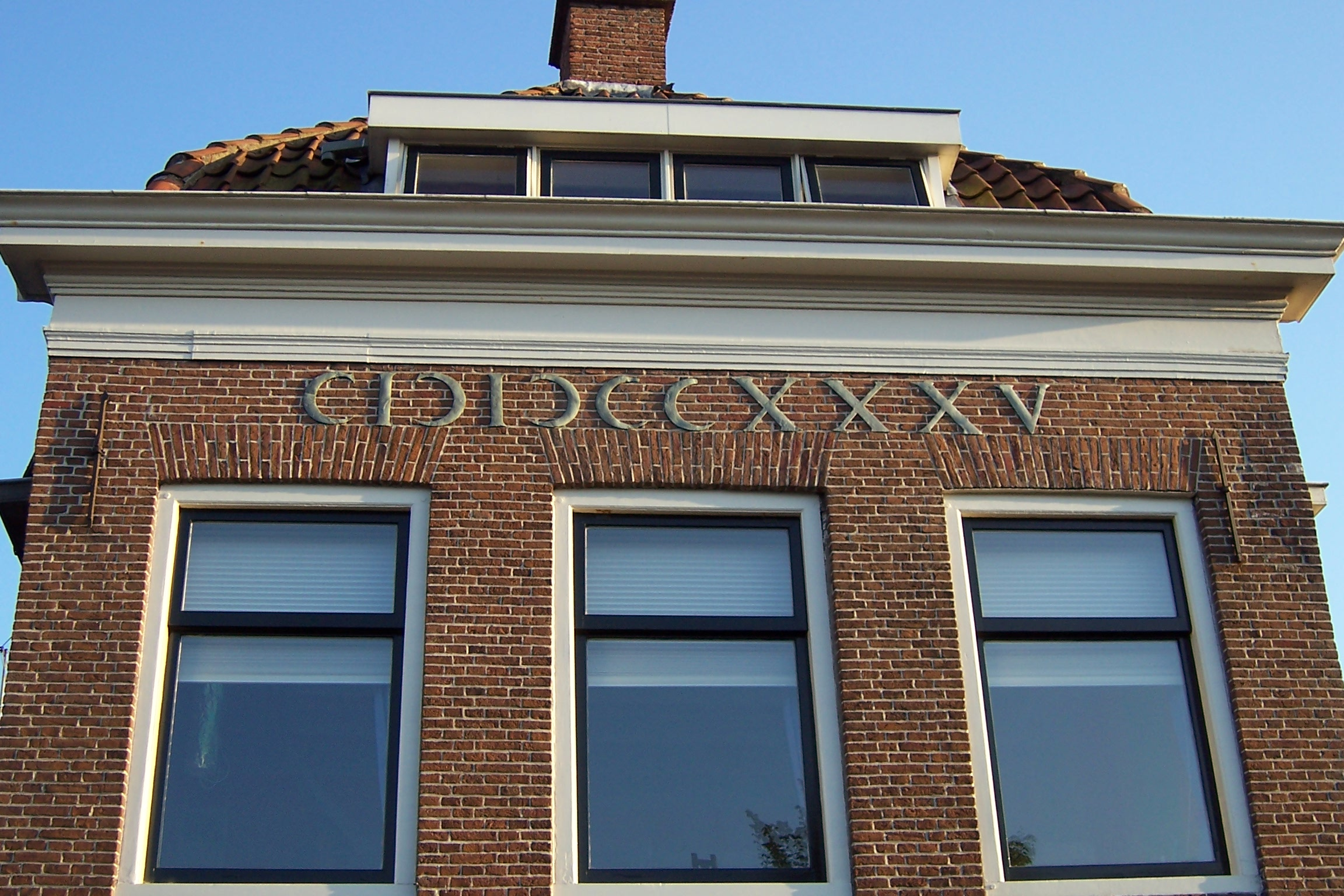
Harlingen: Oud-Romeinse cijfers onder de kroonlijst

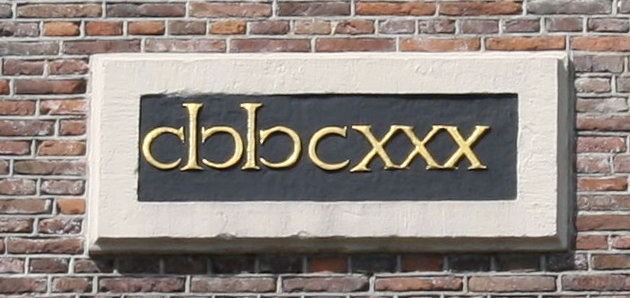
1630 op de Westerkerk (Amsterdam) met afwijkende Romeinse cijfers

De Romeinen borduurden met hun cijfers voort op het getalsysteem van de Etrusken, die de symbolen I Λ X ⋔ 8 ⊕ gebruikten voor I V X L C M. Daarin lijken alleen de I en de X op letters. De gebruikte symbolen zijn afkomstig van de kerven op de kerfstokken van schaapherders uit Italië en Dalmatië en veranderden in de loop van de tijd naar letters.
De I komt van een kerf op de kerfstok en elke vijfde kerf werd dubbel gekerfd, ongeveer als: ⋀, ⋁, ⋋ en ⋌. Elke tiende kerf werd als twee gekruiste kerven gemaakt, waaruit de X ontstond. Het systeem lijkt veel op turven. Men telde dus: I, II, ..., IIIIΛ, ..., IIIIΛIIIIX, ..., IIIIΛIIIIXIIIIΛIIIIXII, enz. Doordat een Λ altijd voorafgegaan wordt door IIII, leidde dit tot verkortingen en kreeg Λ zelf de betekenis vijf in plaats van de vijfde. Zo ging ook X tien betekenen. Vier kon ook worden uitgelegd als de kerf voor Λ, zodat IΛ de betekenis vier kreeg. Daar de symbolen veel gelijkenis vertoonden met de letters I, V en X, werden ze in schrift door de letters aangeduid.
Voor het aanduiden van 50 en honderd gaf men een extra kerf door de V of de X. Zo werd 50 aangeduid door N, И, K, Ψ, ⋔ enz. Meestal echter door een soort kippenpoot: een V met een I erdoorheen, die allengs verwerd tot ⊥ en al snel geschreven werd als de letter L. 100 werd op dezelfde manier als Ж, ⋉, ⋈, H, of als een van de symbolen voor 50 aangeduid met een extra kerf. Daarvan kreeg de vorm Ж, een X met een I, de overhand, geschreven als >I< of ƆIC en later afgekort tot Ɔ of C. De C, een letter, bleef over, mede omdat honderd in het Latijn centum is.
Voor 500 en 1000 werd de honderdste V of X omgeven door een vierkant of een cirkel, wat leidde tot de letter D voor 500. Het getal 1000, als omcirkelde X, Ⓧ, ⊗, werd wel geïdentificeerd met de Griekse letter Φ en evolueerde langs verschillende wegen tot doodgelopen varianten als: Ψ, CID, een D voorafgegaan door een gespiegelde D. Andere ontwikkelingen leidden tot ↀ, waarvan de volgende ontwikkelingen afkomstig zijn:
- De vorm CIƆ leidde ertoe dat vermenigvuldigingen met 1000 aangegeven werden door haakjes: CIƆ = (I) 1000, (III) = 3000, (V) = 5000, enz. Later schreef men dubbele haken, zoals in ↁ , ↂ.
- Het symbool ↀ werd geschreven als ∞ of ⋈ en later als de letter M, mede omdat duizend in het Latijn mille is.

## Systeem
In het systeem van Romeinse cijfers worden getallen genoteerd met symbolen, de eigenlijke cijfers, waarvan elk een bepaalde waarde heeft die onafhankelijk is van de positie die het symbool in het getal inneemt. De symbolen zijn:
| Symbool | Waarde |
| ------- | ------ |
| I       | 1      |
| V       | 5      |
| X       | 10     |
| L       | 50     |
| C       | 100    |
| D       | 500    |
| M       | 1000   |

### Unicode
Voor algemeen gebruik verdient het de voorkeur om Romeinse cijfers op te stellen met gewone letters.
Daarentegen zijn er varianten met grote en kleine letters opgenomen in Unicode. De getallen 1 t/m 12, 50, 100, 500 en 1000 (L, C, D en M) zijn beschikbaar in het blok Number Forms, vanaf U+2160.
Deze karakters zijn opgenomen ter compatibiliteit met Oost-Aziatische gebruiken, waarin Romeinse cijfers rechtop blijven in tekst die verticaal georiënteerd is, in tegenstelling tot normale Latijnse letters die een kwartslag gedraaid worden.
Het blok bevat ook U+2183 "Ↄ", roman numeral reversed one hundred, die gebruikt kan worden voor zeer grote getallen (zie verderop).

## Regels voor Romeinse cijfers

### Oudheid
Hier volgen de regels uit de oudheid:
- De waarden van de losse symbolen worden bij elkaar opgeteld, behalve als een symbool met een lagere waarde vóór een symbool met een hogere waarde staat. In dat laatste geval wordt de lagere waarde ervan afgetrokken. Voor de rest is de volgorde van de getallen van hoog naar laag.
- De symbolen voor de 'halve waarden' V, L en D (5, 50 en 500) komen maximaal één keer in een getal voor.

Volgens deze regels zijn er meerdere manieren om een getal te schrijven. Bijvoorbeeld:
- 8: VIII, IIX
- 49: IL, XLIX, XXXXVIIII
- 45: XLV, VL

De regels voor het schrijven van getallen met Romeinse cijfers lijken in de oudheid zeer los te zijn geweest.

### Canonieke methode
Om te zorgen dat er steeds maar één manier is om een getal te schrijven, worden doorgaans de volgende beperkingen gebruikt:
- Hooguit drie keer hetzelfde symbool achter elkaar, dus niet VIIII maar IX.
- Van een symbool wordt hooguit één symbool afgetrokken, dus niet IIX maar VIII.
- De notaties van de duizendtallen, de honderdtallen, de tientallen en de eenheden worden achter elkaar gezet, bijvoorbeeld:
  - 45 is 40 + 5, dit wordt XL + V, dus XLV;
  - 95 is 90 + 5, dit wordt XC + V, dus XCV;
  - 49 is 40 + 9, dit wordt XL + IX, dus XLIX;
  - 126 is 100 + 20 + 6, dit wordt C +  XX + VI, dus CXXVI.

De laatste regel is equivalent met de volgende twee samen:
- De symbolen V, L en D worden niet gebruikt om afgetrokken te worden, dus niet VL maar XLV en niet VC maar XCV.
- Men trekt een symbool af van een symbool waarvan de waarde vijf of tien keer zo hoog is, dus XLIX maar niet IL en (ook vanwege deze regel) XCV maar niet VC.

Dit worden ook wel de moderne regels genoemd, hoewel ze niet altijd toegepast worden. Zo gebruikte de BBC voor de aftiteling in het jaar 1999 het jaartal MIM in plaats van MCMXCIX.
Het grootste getal dat met deze regels kan worden weergegeven is 3999 = MMMCMXCIX, tenzij de eerste regel niet wordt toegepast voor M.

## Discussie
Er zijn bronnen die beweren dat een aantal van de bovengenoemde schrijfwijzen pas later geïntroduceerd zijn en dat de Romeinen voor de grote getallen de volgende schrijfwijze gebruikten:
| Getal in Romeinse cijfers | Betekenis |
| ------------------------- | --------- |
| IƆ, gelijk aan D          | 500       |
| CIƆ, gelijk aan M         | 1000      |
| CIƆCIƆ                    | 2000      |
| CCIƆƆ                     | 10 000    |
| CCCIƆƆƆ                   | 100 000   |
Behalve de bovengenoemde basissymbolen, de eigenlijke cijfers, en hun samenhang zijn er ook nog speciale combinaties, sommige gevormd met een {\displaystyle \cdot } als teken van vermenigvuldiging:
| combinatie | D of IƆ | M of CIƆ | V•M of IƆƆ | X•M of CCIƆƆ | L•M of IƆƆƆ |
| getal      | 500     | 1000     | 5000       | 10 000       | 50 000      |
De letters V, L en D zijn afgeleid van X, C en M door ze in tweeën te delen. De bovenhelft van een X is een V, de onderhelft van een (hoekige) C is een L en de rechterhelft van M is, in gesloten vorm, een D.
Vanaf 5000 kwamen er nog meer veranderingen. Naast optelling wordt er ook vermenigvuldigd. Zo is V•M vijfduizend (5 × 1000). Daarachter komt een spatie en de rest van het getal. Het getal 5555 wordt als volgt weergegeven: V•M DLV.
Een alternatief voor grote getallen is de schrijfwijze met een horizontale streep (in het Latijn Vinculum of Titulus genoemd) boven de letters: deze duidt dan een vermenigvuldiging met 1000 aan:
- V voor 5000
- X voor 10 000
- L voor 50 000
- C voor 100 000
- D voor 500 000
- M voor 1 000 000

Voor nog grotere getallen kan eventueel nog een tweede lijn geplaatst worden. Dan wordt 10 miljoen geschreven als X. Deze methode werd niet door de Romeinen gebruikt, maar kwam pas veel later in zwang. Overigens moet deze methode met een horizontale streep boven de letters niet verward worden met de methode om Romeinse letters van Romeinse cijfers te onderscheiden. Op plaatsen waar dit niet meteen duidelijk was werden de "gewone" Romeinse cijfers namelijk ook weleens van een horizontale streep voorzien om duidelijk te maken dat ze gelezen moesten worden als cijfers, niet als letters.

### Klokken met Romeinse cijfers

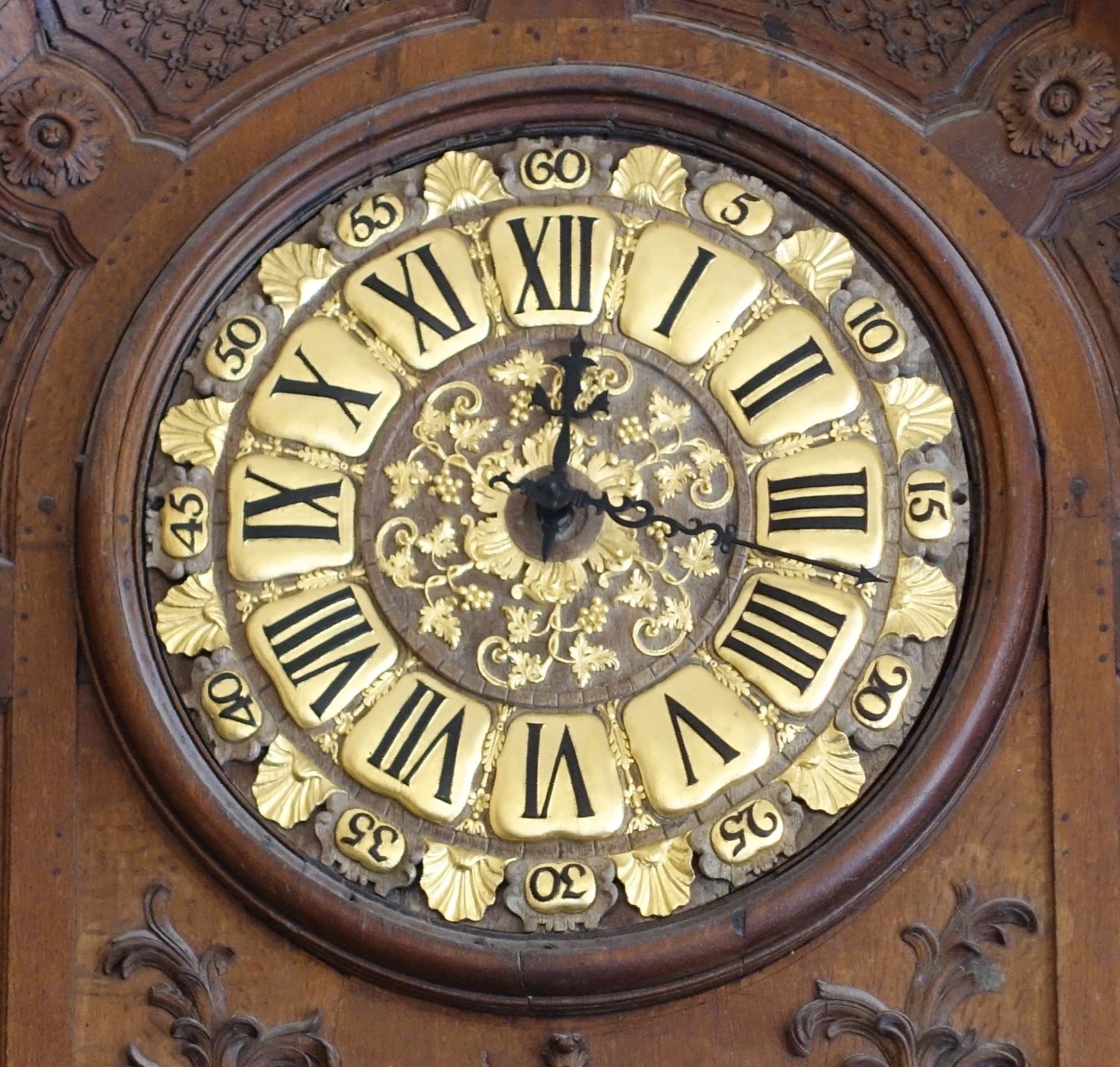
Klok met Romeinse cijfers, Abbaye aux Hommes, Caen

De oude Romeinen vermeden vaak de combinatie IV voor 4 en gebruikten in plaats daarvan IIII. Volgens sommigen was dit omdat de letter IV de beginletters van de Romeinse oppergod Jupiter (IVPITER) vormen. Dit gebruik is voortgezet tot enkele eeuwen geleden en komt onder andere voor op monumenten en klokken. Een klok met de cijfers IV op de wijzerplaat is zeer ongebruikelijk (een voorbeeld is Big Ben). Als laatste geldt nog dat IIII een zekere symmetrie vertoont ten opzichte van de VIII (8) en XII (12), waarbij bovendien de wijzerplaat in drie gelijke delen wordt verdeeld: de eerste vier cijfers bevatten enkel I-symbolen, dan vier cijfers die het V-symbool bevatten en de laatste vier bevatten een X-symbool.
Romeinse cijfers op een klok staan meestal niet rechtop, meestal zijn ze gericht op het midden van de wijzerplaat. Dat betekent dat de VI ondersteboven staat en dat de III bestaat uit horizontale lijnen.

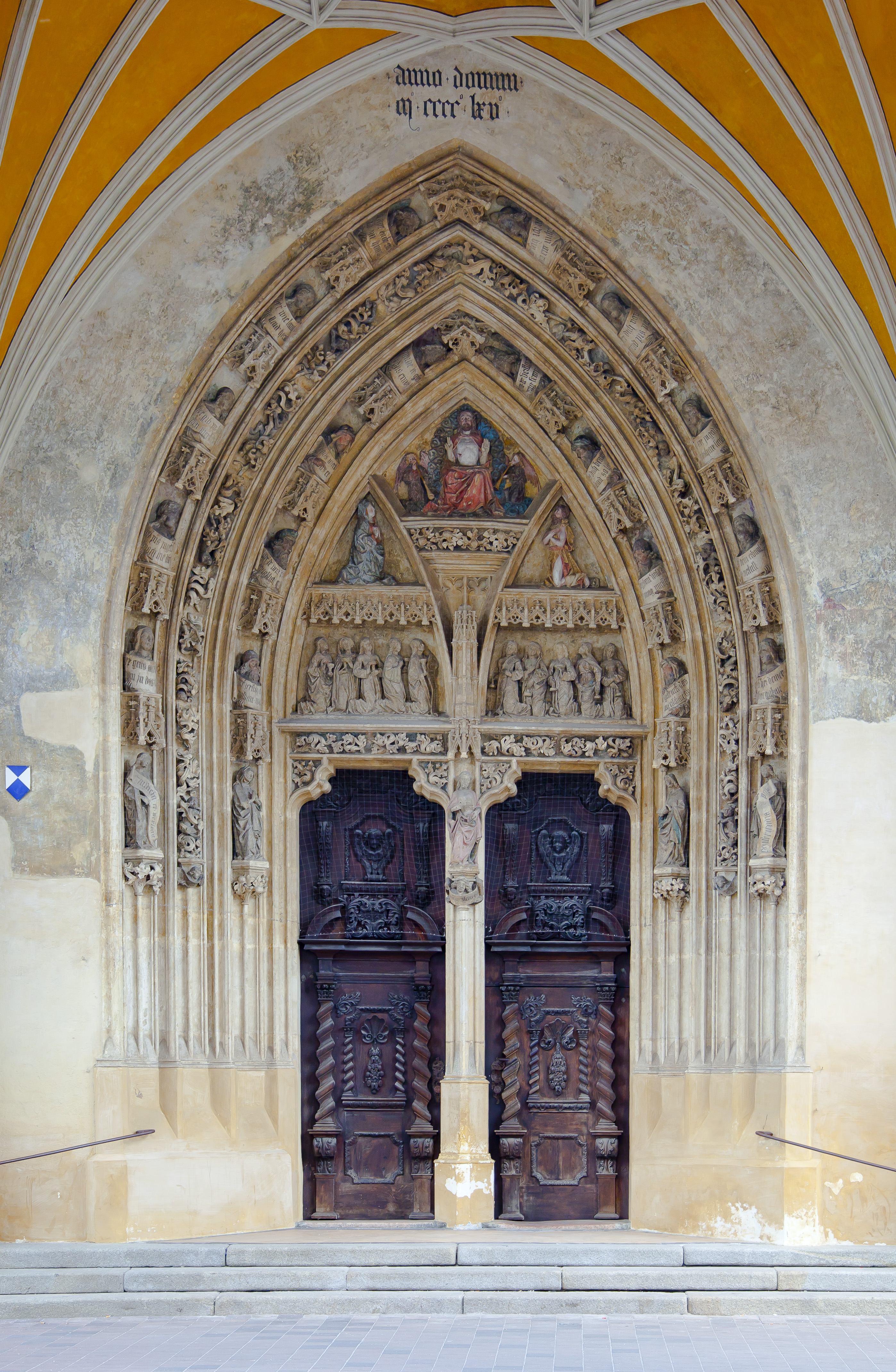
Portaal van de Heilige Geestkerk (Landshut)

## Tegenwoordig gebruik
Romeinse cijfers worden tegenwoordig hoofdzakelijk in de volgende gevallen gebruikt:
- De nummering van gelijknamige vorsten geschiedt steeds met Romeinse cijfers, bijvoorbeeld Lodewijk de veertiende wordt geschreven als Lodewijk XIV.
- In Romaanse talen worden de eeuwen vaak met Romeinse cijfers aangeduid. De 16e eeuw heet in het Frans voluit seizième siècle en wordt vaak geschreven als XVIe siècle.
- Jaartallen worden soms in Romeinse cijfers gegeven, bijvoorbeeld op de titelpagina van een boek en op gebouwen.
- De cijfers van I tot XII worden soms gebruikt op uurwerken met een wijzerplaat.
- Romeinse cijfers worden vaak gebruikt in opsommingen.
- De Romeinse cijfers I tot en met VII worden gebruikt om trappen in de muziektheorie weer te geven.
- Hoofdstukken in boeken en versienummers worden soms aangeduid met Romeinse cijfers.
- De pagina's in een boek worden met Arabische cijfers genummerd, maar soms heeft het voorwoord Romeinse cijfers.
- Een tekst heeft soms een hoofdindeling in Romeinse cijfers met onderverdeling in gewone cijfers, bijvoorbeeld een wet tot wijziging van meerdere wetten.
- In een datum kan de maand worden aangeduid met een Romeins cijfer, bijvoorbeeld 7.IX.2009 voor 7 september 2009.
- Olympiades worden met Romeinse cijfers genummerd.
- In tarotkaarten worden Romeinse cijfers gebruikt, dit ook vanwege de numerologie.

In handschrift schrijft men de cijfers vaak tussen twee horizontale lijnen, in Middelnederlands drukwerk liet men de cijfers vaak voorafgaan en volgen door een punt.

## Websites
- taaladvies.net Romeinse cijfers - gebruik en notatie